# Internationales Steuerrecht
Das internationale Steuerrecht als Spezialgebiet des Steuerrechts befasst sich mit der Problematik grenzüberschreitender Sachverhalte, die für die Besteuerung von natürlichen Personen, Personengesellschaften und Kapitalgesellschaften von Bedeutung sind.

## Rechtslage in einzelnen Staaten
- Deutschland: Internationales Steuerrecht (Deutschland)